# Alexander Scott
Alexander Scott (ca. 1525 - ca. 1584) was een Schots dichter, die zijn leven sleet in of nabij Edinburgh. 
36 gedichten van Scott zijn bewaard gebleven in het Bannatyne-manuscript, waaronder Ane New Yeir Gift to Quene Mary, The Rondel of Love en het satirische Justing at the Drum. De meeste gedichten betreffen de liefde, sommige zijn cynisch en scherp, soms zelfs grof van toon. Scott vertaalde ook twee psalmen.
- Gemeinsame Normdatei: 136423019
- International Standard Name Identifier: 0000 0000 6300 1570
- Library of Congress Control Number: n86803120
- Nationale Bibliotheek van Tsjechië: mub2015890333
- Nederlandse Thesaurus van Auteursnamen: 071003746
- Virtual International Authority File: 28563334
- WorldCat: E39PBJckMfxjMm3RDQ44FYT8md